# طاش العودة
طاش 19 او طاش العودة هو مسلسل سعودي كوميدي ضمن سلسلة طاش ما طاش توقف بعد الجزء الثامن عشر في 2011 إلى ان عاد وعرض في شهر رمضان 2023، وهو من إخراج محمد القفاص، وبطولة عبد الله السدحان، ناصر القصبي، يوسف الجراح، حبيب الحبيب وريماس منصور.

## ملخص القصة
في إطار درامي كوميدي ساخر، تدور أحداث المسلسل عن قضايا ومشاكل المجتمع السعودي بشكل خاص، من خلال حلقات منفصلة متصلة تتضمن الحسد والابتزاز، وما يحدث في المصالح الحكومية من فساد.

## طاقم العمل

### الممثلون
- عبد الله السدحان
- ناصر القصبي
- يوسف الجراح «ظهور خاص»»
- حبيب الحبيب
- ريماس منصور
- محمد الطويان
- راشد الشمراني ««ضيف شرف»»
- إلهام علي
- عبد الله السناني
- تركي السدحان
- سناء بكر يونس
- نيرمين محسن
- دانة آل سالم
- شيرين حطاب
- بشير غنيم
- سلطان المقبالي
- نواف الجابر
- عبد الله عسيري
- ماجد مطرب فواز
- وجنات الرهبيني
- عبد المجيد الرهيدي
- عبد العزيز المبدل
- حمد المزيني
- محمد الكنهل
- إبراهيم الحجاج
- عبد العزيز السكيرين
- علي الحميدي